# Alerta (Madre de Dios)
La localidad peruana de Alerta es un pueblo ubicado en el distrito de Tahuamanu, provincia de Tahuamanu, departamento de Madre de Dios. Se encuentra ubicada cerca del límite con el departamento de Madre de Dios a 121 km al norte de la ciudad capital del departamento, Puerto Maldonado. Tenía una población de 581 habitantes en 1993.
En esta localidad se encuentra el Aeropuerto de Alerta.

## Clima
| Parámetros climáticos promedio de Alerta | Parámetros climáticos promedio de Alerta | Parámetros climáticos promedio de Alerta | Parámetros climáticos promedio de Alerta | Parámetros climáticos promedio de Alerta | Parámetros climáticos promedio de Alerta | Parámetros climáticos promedio de Alerta | Parámetros climáticos promedio de Alerta | Parámetros climáticos promedio de Alerta | Parámetros climáticos promedio de Alerta | Parámetros climáticos promedio de Alerta | Parámetros climáticos promedio de Alerta | Parámetros climáticos promedio de Alerta | Parámetros climáticos promedio de Alerta |
| Mes                                      | Ene.                                     | Feb.                                     | Mar.                                     | Abr.                                     | May.                                     | Jun.                                     | Jul.                                     | Ago.                                     | Sep.                                     | Oct.                                     | Nov.                                     | Dic.                                     | Anual                                    |
| ---------------------------------------- | ---------------------------------------- | ---------------------------------------- | ---------------------------------------- | ---------------------------------------- | ---------------------------------------- | ---------------------------------------- | ---------------------------------------- | ---------------------------------------- | ---------------------------------------- | ---------------------------------------- | ---------------------------------------- | ---------------------------------------- | ---------------------------------------- |
| Temp. máx. media (°C)                    | 30                                       | 30                                       | 31                                       | 31                                       | 30                                       | 29                                       | 30                                       | 32                                       | 32                                       | 32                                       | 31                                       | 31                                       | 30.8                                     |
| Temp. mín. media (°C)                    | 23                                       | 23                                       | 23                                       | 23                                       | 21.5                                     | 20                                       | 18                                       | 19.5                                     | 21.5                                     | 23                                       | 23                                       | 23                                       | 21.8                                     |
| Fuente: Accuweather                      |                                          |                                          |                                          |                                          |                                          |                                          |                                          |                                          |                                          |                                          |                                          |                                          |                                          |